# Пахарь, Марьян Васильевич
Ма́рьян Васи́льевич Па́харь (латыш. Marians Pahars; 5 августа 1976, Чернобай, Черкасская область, УССР) — латвийский футболист, футбольный тренер. Известен по выступлениям за английский «Саутгемптон», рижский «Сконто» и сборную Латвии. Участник чемпионата Европы 2004.

## Биография
Марьян Пахарь родился на Украине, в пять лет переехал с родителями в Латвию, вырос в Риге. В детстве он болел за московский «Спартак», никогда не пропускал телетрансляций матчей команды, а среди футболистов выделял Олега Блохина, манера игры которого Пахарю очень нравилась. В восемь лет родители отдали Марьяна в детскую футбольную школу. Его первым тренером стал известный специалист Юрий Андреев, с которым у Пахаря сложились очень тёплые отношения. Сам Марьян называл Андреева вторым отцом.

## Карьера

### Клубная карьера
Под началом Андреева Пахарь начал выступать в чемпионате Латвии за клуб «Пардаугава» в 1994 году, где его приметил Александр Старков и пригласил к себе в «Сконто», сильнейший на тот момент клуб в стране. Первым делом Старков отправил молодого новобранца в фарм-клуб, где у Марьяна возникли сложности из-за необходимости играть в оборонительный футбол. Вернувшись в главную команду «Сконто», Пахарь удачно дебютировал, забив 6 голов в 9 матчах, после чего его место в основном составе было неоспоримым. В «Сконто» Марьян воссоединился с Юрием Андреевым, который стал помощником Старкова.
В январе 1998 года связка нападающих «Сконто» Пахарь — Михолап хорошо показала себя на Кубке чемпионов Содружества, на котором латвийский клуб дошёл до полуфинала. В сентябре того же года в двухматчевом противостоянии в Кубке УЕФА с московским «Динамо» Пахарь отметился тремя забитыми голами, но это не помогло «Сконто» пройти в следующую стадию турнира. На нападающего руководство «Динамо» обратило пристальное внимание и вскоре договорилось об его переходе в зимнее трансферное окно, однако, в январе российский клуб по неизвестным причинам промедлил с оформлением сделки, из-за чего переход сорвался.
В январе 1999 года Пахарь побывал на просмотре в австрийском «Зальцбурге» и немецком «Вердере». Оба клуба хотели приобрести игрока, но предложенные ими отступные не устроили руководство «Сконто». Тогда агент игрока выяснил, что английский «Саутгемптон» собирается просматривать потенциальных новичков, и Пахарь со Старковым отправились в Англию. В единственном выставочном матче Марьян отметился хет-триком, чем сразу же привлёк к себе внимание селекционеров «Астон Виллы», но президент «Саутгемптона» Руперт Лоу тут же заявил, что Пахарь — уже игрок его клуба, после чего в течение одного дня официально оформил переход нападающего, отдав за него рижскому клубу миллион фунтов. Ещё несколько недель понадобилось клубным адвокатам, чтобы получить для Марьяна разрешение на работу в Англии.
Некоторым внешним сходством и манерой игры Марьян Пахарь напоминал англичанам нападающего «Ливерпуля» Майкла Оуэна. Некоторые футбольные специалисты утверждали, что латвиец ничем не уступает Оуэну, а забивает Майкл больше благодаря более высокому классу партнёров, в то время как «Саутгемптон» являлся одним из слабейших клубов английской Премьер-лиги и во время прихода в команду Пахаря вёл борьбу за то, чтобы не вылететь из чемпионата. Впрочем, во многом благодаря Марьяну клуб место в Премьер-лиге всё-таки сохранил. В дебютном матче на «Делле», домашнем стадионе «Саутгемптона», Пахарь вышел на замену при счёте 3:2 в пользу «Блэкберн Роверс» и сравнял счёт, принеся команде важное очко. А в последнем туре сезона 1998/1999 Марьян забил два гола «Эвертону», которые окончательно обезопасили «Саутгемптон» от вылета. После такого дебюта Пахарь стал героем для болельщиков своего нового клуба.

### Тренерская карьера
11 июля 2013 года был назначен главным тренером сборной Латвии.
29 марта 2017 года подал в отставку с должности главного тренера сборной Латвии.

## Характеристика игрока

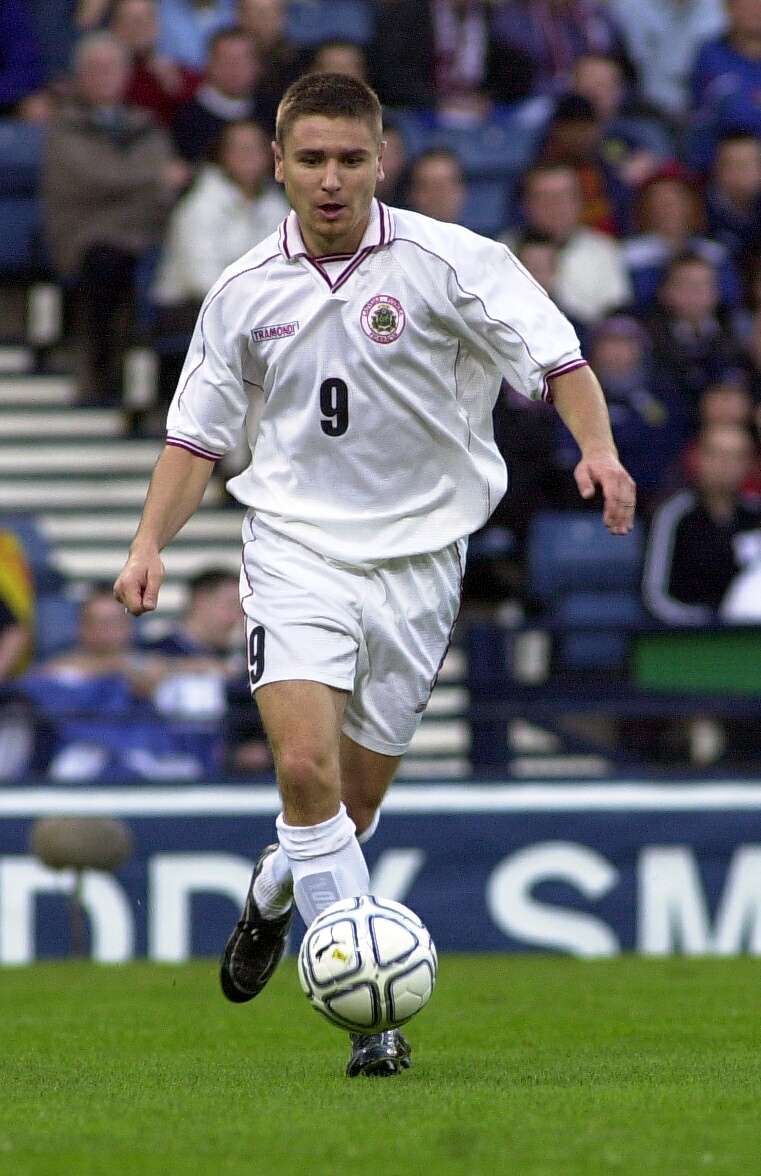
Пахарь в составе сборной Латвии

Недостаточно выдающие физические данные Пахарь компенсировал высокой стартовой и дистанционной скоростью, обладал хорошим дриблингом, уверенно играл в верховой борьбе. Выступать в Англии он начинал на позиции крайнего атакующего полузащитника, но быстро показал, что его игровые качества, в частности умение выбирать позицию в штрафной, развитое голевое чутьё и способность сильно пробить с обеих ног, лучше подходят для игры в нападении.

## Достижения

### В качестве игрока
- Чемпион Латвии (4): 1995, 1996, 1997, 1998
- Обладатель Кубка Латвии (3): 1995, 1997, 1998
- Обладатель Кубка Кипра: 2007
- Финалист Кубка Англии: 2002/03
- Участник чемпионата Европы: 2004

### В качестве тренера
- Обладатель Кубка Латвии: 2012

### Личные
- Футболист года в Латвии (3): 1999, 2000, 2001